# 快晴
快晴（かいせい）は天気の一つである。一般には、空に雲がほとんどない状態をいう。雲がまったく無く、視程も良好であれば「日本晴」と表現されることが多い。

## 定義
世界気象機関の規定に基づいた気象庁における観測上の定義では、空全体に対して、雲の占める割合（雲量）が1割以下の状態である。ただし、たとえ雲量が1割以下であっても、同時に降水や雷現象が起きていたり霧や煙などによる視程障害現象といった異なる気象現象が観測されれば「快晴」とは見なされない。なお、雲の割合が2割以上8割以下の場合の天気は「晴」である。また、天気予報では観測上の分類とは異なり、快晴は晴として扱われる。

## 日本における快晴と快晴により生じる被害
日本では通常、夏季に太平洋高気圧の勢力範囲に収まった場合や、冬季に西高東低の気圧配置が緩み、大陸の高気圧が張り出してきた時によく生じる。一般に地表付近では風が弱くて空気が滞留しやすく、夜間に快晴状態が続いた場合は放射冷却により地上気温が大きく低下する。そのため冬季には路面凍結を引き起こし交通事故の遠因となることがある。また大気中に窒素酸化物や炭化水素が高い密度で含まれている場合、日光が光化学オキシダントの生成を促進して光化学スモッグを発生させることがある。
天気を自動で判別する機械が導入され、目視観測を2019年2月から順次終了したことに伴い、同月より機械観測へ切り替えられた観測所では「晴」と「快晴」を区別することなく、一律して「晴」と発表するようになった。機械による天気の自動判別では、上層雲の下に懸かる雲の量を判別することは難しかった。現在のAIであれば容易に判別できるが、「快晴」の再導入はされていない。